# Balthasar Russow
Balthasar Russow (Tallinn, 1536 - 1600) est un pasteur, prédicateur et un chroniqueur de Livonie et d'Estonie.

## Biographie
Balthasar Russow fait ses études à Szczecin situé en Poméranie. Pasteur luthérien, il restera en poste tout le long de sa vie à Tallinn.

## Œuvre
Balthasar Russow rédige en bas allemand une chronique historique, la Chronica der Provinz Lyfflandt, décrivant l'histoire de la Livonie, l'Ordre Livonien et la Guerre de Livonie (1558-1583). Dans ses travaux, il dénonce l'immoralité des classes supérieures de la Livonie, les croyances superstitieuses et les traditions païennes des paysans estoniens. Il fait l'éloge de la Suède, la nouvelle puissance régionale.
La chronique est éditée à Rostock dans le Mecklembourg en 1578 et rééditée régulièrement à partir de 1584.